# Marina Sorokowa
Marina Sorokowa, geborene Lepetuchina (* im 20. Jahrhundert in Moskau; † 18. Mai 2015 in Wien), war eine österreichische Violinistin und Musikpädagogin russischer Abstammung.

## Ausbildung und musikpädagogische Tätigkeit
Sorokowa erhielt ihren ersten Violinunterricht mit sechs Jahren an der Zentralmusikschule am Moskauer Konservatorium bei M. Ostaptschenko. Anschließend besuchte sie das Gymnasium des Moskauer Konservatoriums und schloss dieses mit der Reifeprüfung ab. Ihr Diplom, mit dem sie das folgende Studium am Moskauer Konservatorium bei Professor M. Terian abschloss, bestand sie mit Auszeichnung.
Bereits während des Studiums begann Sorokowa mit ihrer Lehrtätigkeit als Violinpädagogin und Dozentin für Kammermusik am Gnessin-Institut Moskau. Seit dem Jahre 1991 lebte sie in Wien und unterrichtete an der Universität für Musik und darstellende Kunst Wien, zunächst als Assistentin von Dora Schwarzberg und seit 1995 als Vertragslehrerin. Sie leitete mehrere Meisterklassen in Österreich, Italien, Japan, Kroatien und Slowenien, nahm an mehreren europäischen Musikfestivals teil und hielt einen Vortrag über ihre Unterrichtsmethode. Seit dem Jahre 1999 war sie Leiterin einer Vorbereitungsklasse für Violine. Ihre Schüler erhielten zahlreiche Preise bei namhaften internationalen Wettbewerben.
Marina Sorokowa starb am 18. Mai 2015 in Wien.

## Familie
Sie war seit dem Jahre 1976 mit dem Universitätsprofessor für Violine, Leonid Sorokow, verheiratet. Ihr 1978 geborener Sohn Anton ist als Professor für Violine am Fritz-Kreisler-Institut der Universität für Musik und darstellende Kunst Wien tätig. Ihr Sohn Alexandr Sorokow (* 1985) spielt die erste Geige bei den Wiener Philharmonikern.